# Álvaro Saborío
Álvaro Alberto Saborío Chacón (Ciudad Quesada, San Carlos, 25 de marzo de 1982) es un exfutbolista costarricense que jugó como delantero. Su último equipo fue la A. D. San Carlos de la Primera División de Costa Rica.
Hizo parte durante más de doce años, de manera ininterrumpida, de la selección de Costa Rica, en donde fue desde 2002 hasta 2016 el referente en el ataque del equipo. Se convirtió en el tercer mejor anotador de la historia de su país, con 36 goles, siendo superado por Rolando Fonseca y Paulo Wanchope.
Entre los máximos galardones obtenidos en su carrera se destacan, a nivel de selección; una Copa Centroamericana, además de su participación en la Copa Mundial de 2006 y en las diversas ediciones de la Copa de Oro de la Concacaf. A nivel de clubes ha ganado, con el Deportivo Saprissa, una Copa Interclubes de la UNCAF, dos ligas costarricenses, una Copa de Campeones de la Concacaf, y obtuvo el tercer lugar en el Mundial de Clubes en 2005. Su desempeño le valió el salto a territorio europeo para firmar con el F.C. Sion, de Suiza. En este conjunto se hizo con el título de Copa en 2009 y luego fue cedido al Bristol City en condición de préstamo. Permaneció una temporada y fichó con el Real Salt Lake, de la Major League Soccer. En apenas cinco años, se convirtió en el goleador histórico del equipo, tras contabilizar 63 anotaciones en 127 apariciones durante todas las competencias. Sin embargo, salió de su club a causa de la nueva administración, y fue transferido al D.C. United a partir de la segunda mitad de la temporada 2015. Con los del DCU, estuvo hasta el final del año deportivo en 2016, donde poco después anunció su salida, dejando la marca de solamente 10 goles. El 10 de enero de 2017 regresó al Deportivo Saprissa luego de pasar diez años militando en el exterior, pero anunció su retiro definitivo el 9 de febrero de ese año. Tras un breve periodo de inactividad, retornó a la acción el 20 de junio, como refuerzo de San Carlos.

## Trayectoria

### Inicios
Saborío es producto de la cantera del CF Monterrey. Jugó con el equipo de reserva en la Segunda División de México y con afiliación al Coyotes de Saltillo.

### Deportivo Saprissa
Saborío inició su carrera profesional en el Deportivo Saprissa. Hizo su debut en la Primera División de Costa Rica el 8 de agosto de 2001 ante el Limonense donde anotó sus primeros dos goles. En la temporada 2002-03 se perdió parte del campeonato por estar trabajando con la Selección Olímpica, pero eso no fue problema para finalizar con 27 goles en el torneo, solo por detrás de Claudio Ciccia que anotó 41 goles. Fue el máximo goleador de la campaña 2003-04 con 25 tantos, cinco por encima de Whayne Wilson.
Con Saprissa, obtuvo un título de liga y la Concacaf Liga de Campeones, por lo que se ganó el boleto al Copa Mundial de Clubes 2005, donde anotó dos goles y su equipo quedó de tercer lugar por detrás de Sao Paulo FC y Liverpool FC.

### FC Sion
Después de jugar la Copa del Mundo con Costa Rica, se mudó a Suiza para formar parte del FC Sion, donde realizó destacadas actuaciones junto a su compañero polaco Zbigniew Zakrewski. Sus actuaciones hicieron mella en el ojo de Tony Pulis quien intentó ficharlo en el verano de 2009 para el Stoke City, sin embargo, el tico se unió al Bristol City en condición de préstamo.

### Bristol City
Saborío disputó su primer juego el 13 de septiembre contra el Coventry City, donde enlazó excelentes combinaciones con su compañero Nicky Maynard. Asimismo recibió su primera tarjeta amarilla en ese encuentro que acabó 1-1. Su primer gol en Inglaterra fue en el empate a un tanto ante el Scunthorpe United
tras veintidós encuentros, el dorsal 33 terminó su cesión al Reino Unido, ocurriendo lo mismo con el equipo suizo, por lo que en febrero de 2010 retornó a su país.

### Real Salt Lake
Un mes después, el delantero costarricense fichó por el Real Salt Lake, club de la Major League Soccer. En su primera temporada tuvo un gran impacto en Salt Lake: su equipó alcanzó la mayor cantidad de dianas en el año 2010 (45 goles). Saborío protagonizó aquella brecha con 12 anotaciones. Por sus actuaciones, ganó el premio a mejor jugador recién llegado del año. Asimismo fue pieza fundamental en la Concacaf Liga Campeones 2010-11 donde anotó 8 tantos y salió subcampeón.
Después de una exitosa campaña, Saborío se convirtió en el primer Jugador Designado, firmando un contrato de cuatro años, el 1 de diciembre de 2010.
Desde que Álvaro se unió al RSL, ha sido el máximo goleador del club, siendo el hombre objetivo por los rivales. En mayo de 2012 el centroamericano había anotado 38 veces en las distintas competiciones. En noviembre de 2013 fue nombrado por la MLS como el Mejor Latino del Año.
El 16 de julio de 2015 el Real Salt Lake realizó un intercambio con el D.C. United, donde se entregaba a Saborío por el argentino Luis Silva. De esta manera, el tico termina con creces su período en el equipo de la ciudad de Salt Lake con 127 partidos, 63 goles y 13 asistencias.

### D.C. United
Saborío debutó con el equipo de la capital el 26 de julio de 2015 en la victoria 3-2 contra el Philadelphia Union, anotando el primer tanto para su equipo en el minuto 37' para descontar un 0-2 que sería remontado. Actualmente disputa la mayoría de los partidos, sin embargo, algunos de ellos son entrando desde el banquillo y anotando escasos goles. El 12 de noviembre de 2016, el delantero anunció su salida del club mediante sus cuentas de redes sociales. Estadísticamente, Saborío anotó 10 goles en las dos temporadas que formó parte del conjunto DCU.

### Deportivo Saprissa
Tras varias semanas de intentos por parte de la directiva del Deportivo Saprissa en traer de nuevo al delantero, se confirmó de manera oficial el 10 de enero de 2017 su vínculo con los morados, donde firmó el contrato por un año. Debutó oficialmente el 25 de enero, en la jornada 5 del Campeonato de Verano contra Limón. En esa oportunidad apareció en el once inicial del entrenador Carlos Watson, salió de cambio al minuto 73' por el panameño Rolando Blackburn y los goles de sus compañeros Fabrizio Ronchetti y Jaikel Medina valieron para la victoria de 2-1. Tres días posteriores, en la visita al Herediano, Saborío entró como relevo por Ronchetti en el segundo tiempo, y concretó el gol del empate 2-2 por la vía del penal. El 9 de febrero, anunció su retiro definitivo del deporte, esto después de recibir insultos por parte de un sector de la afición saprissista en el partido del día anterior ante Belén.

### A.D. San Carlos
Cuatro meses después de haberse retirado, Saborío tomó la decisión de retornar activamente en el fútbol, esta vez en el conjunto de San Carlos de Segunda División. El delantero fue presentado de manera formal el 20 de junio de 2017 por el presidente del club Sergio Chaves, donde firmó por una temporada.

### L.D. Alajuelense
En 2020, pasa a jugar con L. D. Alajuelense a préstamo, alcanzando el título N.º 30 de Liga deportiva Alajuelense el día 20 de diciembre del 2020 luego de vencer en la Final de la segunda Vuelta al Club Sport Herediano 2-0 en el marcador global. Habiendo sido considerado uno de los líderes y referentes del equipo durante dicho certamen

## Récords
- Anotó el primer gol en el nuevo Estadio Nacional Costa Rica poniendo su nombre en la historia deportiva de ese país.
- Es el goleador histórico del Real Salt Lake de la MLS.
- Es el segundo mejor goleador en eliminatorias mundialistas de la Selección de Costa Rica con 17 goles hacia  Alemania 2006, Sudáfrica 2010 y Brasil 2014, por detrás de Paulo César Wanchope que hizo 21 en las eliminatorias rumbo a Francia 1998, Corea y Japón 2002 y Alemania 2006.[19][20]

## Selección nacional
Ha sido un baluarte en varias categorías de la selección de Costa Rica. Representó a su nación en la categoría sub-23 en los Juegos Olímpicos de 2004, anotando el gol que los clasificaba a cuartos de final contra Portugal.
Dos años atrás había realizado su debut con la Selección de fútbol de Costa Rica contra Ecuador en el mes de octubre.
Saborío, más conocido como Pipe, ha sido notablemente reconocido por sus logros con el Deportivo Saprissa, y la alta cantidad de goles. Esto produjo su convocatoria a la Copa Mundial de Fútbol de 2006, siendo el habitual sustituto de Rónald Gómez o Paulo César Wanchope. En este torneo disputó 73 minutos; jugando 12 contra Polonia y siendo titular contra Ecuador.
Posterior a ello, participó sin mucho éxito en dos Copa de Oro, pero era el jugador más importante para las Eliminatorias al Mundial 2010, donde anotó 6 goles. Entre ellos a Estados Unidos y un doblete ante Trinidad y Tobago. La selección tica alcanzó el cuarto lugar que le permitió disputar el repechaje ante Uruguay sin mucho éxito. Saborío fue el centro de mucha controversia en la Copa de Oro de la Concacaf 2011. Se le criticó fuertemente por sus fallos, incluyendo dos penaltis en los cuartos de final contra Honduras, y por un incidente en el campo de entrenamiento donde dio un balonazo adrede a un chico que estaba en las gradas.
Saborío anotó ocho veces en la Clasificación de Concacaf para la Copa Mundial de Fútbol de 2014, incluyendo un triplete ante Guyana y luego dos ante el mismo rival. Sin contar el gol que pudo haber eliminado a México el 15 de octubre de 2013. Su selección se llevó el cupo directo tras quedar de segundo lugar, en el que Saborío fue su máximo goleador. El 12 de mayo de 2014, fue convocado por Jorge Luis Pinto a la lista preliminar, sin embargo, dos semanas después se quebró el quinto metatarsiano durante un entrenamiento siendo baja sensible para la Copa Mundial de Fútbol de 2014.
El 11 de julio de 2015 jugó su partido centenario con la selección, en el encuentro correspondiente de la fase de grupos de la Copa de Oro de la Concacaf 2015 contra El Salvador, donde asistió a Bryan Ruiz en el gol del empate a uno.
Solo disputó un partido de la Copa América Centenario, participando 72 minutos en la derrota 4-0 contra el anfitrión, Estados Unidos. Ha sido convocado para las Eliminatorias al Mundial 2018. Sin embargo, el 24 de agosto de 2016, Saborío le solicitó al entrenador Óscar Ramírez no ser convocado más al combinado nacional, por lo que se retiró de la misma tras haber conseguido la cifra de 108 apariciones con 35 goles.

#### Participaciones internacionales
| Evento                          | Sede                                  | Resultado        | Partidos | Goles |
| ------------------------------- | ------------------------------------- | ---------------- | -------- | ----- |
| Copa América 2004               | Perú                                  | Cuartos de final | 4        | 0     |
| Copa de Oro de la Concacaf 2007 | Estados Unidos                        | Cuartos de final | 4        | 0     |
| Copa de Oro de la Concacaf 2009 | Estados Unidos                        | Cuartos de final | 4        | 2     |
| Copa de Oro de la Concacaf 2011 | Estados Unidos                        | Cuartos de final | 4        | 0     |
| Copa Centroamericana 2014       | Estados Unidos                        | Campeón          | 3        | 1     |
| Copa de Oro de la Concacaf 2013 | Estados Unidos                        | Cuartos de final | 4        | 0     |
| Copa de Oro de la Concacaf 2015 | Estados Unidos · Canadá               | Cuartos de final | 2        | 1     |
| Copa América Centenario         | Estados Unidos                        | Fase de grupos   | 1        | 0     |
| Copa de Oro de la Concacaf 2019 | Estados Unidos · Costa Rica · Jamaica | Cuartos de final | 2        | 1     |

#### Participaciones en eliminatorias
| Eliminatoria               | Sede      | Resultado   | Posición | Partidos | Goles |
| -------------------------- | --------- | ----------- | -------- | -------- | ----- |
| Clasificación Mundial 2006 | Alemania  | Clasificado | 3.ª      | 7        | 3     |
| Clasificación Mundial 2010 | Sudáfrica | Eliminado   | 4.ª      | 15       | 6     |
| Clasificación Mundial 2014 | Brasil    | Clasificado | 2.ª      | 15       | 8     |
| Clasificación Mundial 2018 | Rusia     | Clasificado | 2.ª      | 4        | 0     |
| Clasificación Mundial 2022 | Catar     | Clasificado | 4.ª      | 1        | 0     |

### Participaciones en Copas del Mundo
| Mundial              | Sede     | Resultado      | Partidos | Goles |
| -------------------- | -------- | -------------- | -------- | ----- |
| Copa Mundial de 2006 | Alemania | Fase de grupos | 2        | 0     |

### Goles con selección nacional
| Gol | Fecha                   | Sede                                                     | Oponente          | Marcador | Resultado | Competencia   |
| --- | ----------------------- | -------------------------------------------------------- | ----------------- | -------- | --------- | ------------- |
| 1.  | 7 de septiembre de 2003 | Fort Lauderdale Stadium, Florida, Estados Unidos         | China             | 1 - 0    | 2 – 0     | Amistoso      |
| 2.  | 19 de noviembre de 2003 | Estadio Alejandro Morera Soto, Alajuela, Costa Rica      | Finlandia         | 2 - 1    | 2 – 1     | Amistoso      |
| 3.  | 12 de junio de 2004     | Estadio Pedro Marrero, La Habana, Cuba                   | Cuba              | 1 - 2    | 2 – 2     | Eliminatoria  |
| 4.  | 4 de septiembre de 2005 | Estadio Rommel Fernández, Panamá, Panamá                 | Panamá            | 0 – 1    | 1 – 3     | Eliminatoria  |
| 5.  | 5 de septiembre de 2005 | Estadio Ricardo Saprissa, San José, Costa Rica           | Trinidad y Tobago | 1 – 0    | 2 – 0     | Eliminatoria  |
| 6.  | 9 de noviembre de 2005  | Stade Municipal Pierre-Aliker, Fort-de-France, Martinica | Francia           | 0 - 1    | 3 – 2     | Amistoso      |
| 7.  | 11 de febrero de 2006   | O.co Coliseum, Oakland, Estados Unidos                   | Corea del Sur     | 1 – 0    | 1 – 0     | Amistoso      |
| 8.  | 2 de septiembre de 2006 | Stade de Genève, Lancy, Suiza                            | Austria           | 0 – 1    | 2 - 2     | Amistoso      |
| 9.  | 2 de septiembre de 2006 | Stade de Genève, Lancy, Suiza                            | Austria           | 2 – 2    | 2 - 2     | Amistoso      |
| 10. | 24 de marzo de 2007     | Estadio Ricardo Saprissa Aymá, San José, Costa Rica      | Nueva Zelanda     | 1 - 0    | 4 - 0     | Amistoso      |
| 11. | 24 de marzo de 2007     | Estadio Ricardo Saprissa Aymá, San José, Costa Rica      | Nueva Zelanda     | 4 – 0    | 4 - 0     | Amistoso      |
| 12. | 21 de junio de 2008     | Estadio Ricardo Saprissa Aymá, San José, Costa Rica      | Granada           | 1 – 0    | 3 – 0     | Eliminatoria  |
| 13. | 20 de agosto de 2008    | Estadio Ricardo Saprissa Aymá, San José, Costa Rica      | El Salvador       | 1 – 0    | 1 – 0     | Eliminatoria  |
| 14. | 3 de junio de 2009      | Estadio Ricardo Saprissa Aymá, San José, Costa Rica      | Estados Unidos    | 1 – 0    | 3 – 1     | Eliminatoria  |
| 15. | 6 de junio de 2009      | Dwight Yorke Stadium, Bacolet, Tobago                    | Trinidad y Tobago | 1 - 1    | 2 – 3     | Eliminatoria  |
| 16. | 27 de junio de 2009     | Estadio Ricardo Saprissa, San José, Costa Rica           | Venezuela         | 1 – 0    | 1 – 0     | Amistoso      |
| 17. | 19 de julio de 2009     | Cowboys Stadium, Arlington, Texas, Estados Unidos        | Guadalupe         | 2 - 0    | 5 - 1     | Copa Oro 2009 |
| 18. | 19 de julio de 2009     | Cowboys Stadium, Arlington, Texas, Estados Unidos        | Guadalupe         | 4 – 1    | 5 - 1     | Copa Oro 2009 |
| 19. | 10 de octubre de 2009   | Estadio Ricardo Saprissa, San José, Costa Rica           | Trinidad y Tobago | 3 - 0    | 4 - 0     | Eliminatoria  |
| 20. | 10 de octubre de 2009   | Estadio Ricardo Saprissa, San José, Costa Rica           | Trinidad y Tobago | 4 – 0    | 4 - 0     | Eliminatoria  |
| 21. | 3 de septiembre de 2010 | Estadio Rommel Fernández, Panamá, Panamá                 | Panamá            | 2 - 2    | 2 - 2     | Amistoso      |
| 22. | 5 de junio de 2011      | Dallas Cowboys New Stadium, Dallas, Estados Unidos       | Estados Unidos    | 2 - 2    | 2 - 2     | Copa Oro 2011 |
| 23. | 8 de junio de 2012      | Estadio Nacional, La Sabana, Costa Rica                  | China             | 1 – 0    | 2 - 2     | Amistoso      |
| 24. | 12 de junio de 2012     | Estadio Nacional, La Sabana, Costa Rica                  | El Salvador       | 1 – 0    | 2 - 2     | Eliminatoria  |
| 25. | 12 de junio de 2012     | Providence Stadium, Georgetown, Guyana                   | Guyana            | 1 - 0    | 4 - 0     | Eliminatoria  |
| 26. | 12 de junio de 2012     | Providence Stadium, Georgetown, Guyana                   | Guyana            | 2 – 0    | 4 - 0     | Eliminatoria  |
| 27. | 12 de junio de 2012     | Providence Stadium, Georgetown, Guyana                   | Guyana            | 3 – 0    | 4 - 0     | Eliminatoria  |
| 28. | 16 de octubre de 2012   | Estadio Nacional, San José, Costa Rica                   | Guyana            | 4 - 0    | 7 - 0     | Eliminatoria  |
| 29. | 16 de octubre de 2012   | Estadio Nacional, San José, Costa Rica                   | Guyana            | 7 – 0    | 7 - 0     | Eliminatoria  |
| 30. | 6 de febrero de 2013    | Estadio Rommel Fernández, Panamá, Panamá                 | Panamá            | 2 – 1    | 2 - 2     | Eliminatoria  |
| 31. | 15 de octubre de 2013   | Estadio Nacional, San José, Costa Rica                   | México            | 2 – 1    | 2 - 1     | Eliminatoria  |
| 32. | 5 de marzo de 2014      | Estadio Nacional, San José, Costa Rica                   | Paraguay          | 2 – 0    | 2 - 1     | Amistoso      |
| 33. | 10 de octubre de 2014   | Complejo Deportivo del Sultan Qaboos, Mascate, Omán      | Omán              | 0 – 1    | 3 - 4     | Amistoso      |
| 34. | 13 de noviembre de 2014 | Estadio Centenario, Montevideo, Uruguay                  | Uruguay           | 0 – 1    | 3 - 3     | Amistoso      |
| 35. | 31 de marzo de 2015     | Estadio Rommel Fernández, Panamá, Panamá                 | Panamá            | 2 – 1    | 2 – 1     | Amistoso      |
| 36. | 24 de junio de 2019     | Red Bull Arena, Nueva Jersey, Estados Unidos             | Haití             | 0 – 1    | 2 – 1     | Copa Oro 2019 |

## Clubes
| Club               | País           | Año           | Partidos | Goles | Promedio |
| ------------------ | -------------- | ------------- | -------- | ----- | -------- |
| Deportivo Saprissa | Costa Rica     | 2001-2006     | 146      | 106   | 0,72     |
| Sion               | Suiza          | 2006-2009     | 87       | 39    | 0,41     |
| Bristol City       | Inglaterra     | 2009-2010     | 17       | 2     | 0,11     |
| Real Salt Lake     | Estados Unidos | 2010-2015     | 157      | 79    | 0,50     |
| D.C. United        | Estados Unidos | 2015-2016     | 35       | 10    | 0,28     |
| Deportivo Saprissa | Costa Rica     | 2017          | 4        | 1     | 0,25     |
| A. D. San Carlos   | Costa Rica     | 2017-2020     | 68       | 42    | 0,60     |
| L. D. Alajuelense  | Costa Rica     | 2020          | 16       | 9     | 0,56     |
| A. D. San Carlos   | Costa Rica     | 2021-2022     | 41       | 17    | 0,15     |
| A. D. San Carlos   | Costa Rica     | 2023          | 8        | 2     | 0        |
| Total carrera      | Total carrera  | Total carrera | 579      | 307   | 0,55     |

## Palmarés

### Títulos nacionales
| Título                         | Club               | País       | Año  |
| ------------------------------ | ------------------ | ---------- | ---- |
| Primera División de Costa Rica | Deportivo Saprissa | Costa Rica | 2004 |
| Primera División de Costa Rica | Deportivo Saprissa | Costa Rica | 2006 |
| Copa Suiza                     | F.C. Sion          | Suiza      | 2009 |
| Segunda División de Costa Rica | A. D. San Carlos   | Costa Rica | 2018 |
| Primera División de Costa Rica | A. D. San Carlos   | Costa Rica | 2019 |
| Primera División de Costa Rica | L. D. Alajuelense  | Costa Rica | 2020 |

### Títulos internacionales
| Título                           | Equipo                  | Sede           | Año  |
| -------------------------------- | ----------------------- | -------------- | ---- |
| Copa Interclubes de la Uncaf     | Deportivo Saprissa      | Estados Unidos | 2003 |
| Copa de Campeones de la Concacaf | Deportivo Saprissa      | México         | 2005 |
| Copa Centroamericana             | Selección de Costa Rica | Costa Rica     | 2013 |
| Liga Concacaf                    | L. D. Alajuelense       | Alajuela       | 2021 |

### Distinciones individuales
| Distinción                                                      | Año       |
| --------------------------------------------------------------- | --------- |
| Máximo goleador de la Primera División de Costa Rica (16 goles) | 2018-2019 |
| Máximo goleador de la Primera División de Costa Rica (12 goles) | 2018-2019 |
| Mejor jugador de la temporada de A. D. San Carlos               | 2018-2019 |